# Конституційний суд Угорщини
Конституційний Суд Угорщини — вищий орган конституційної юрисдикції Угорщини, комплексним завданням якого є забезпечення верховенства Основного Закону Угорщини.

## Повноваження Конституційного Суду Угорщини
Відповідно до Основного Закону Угорщини Конституційний Суд Угорщини наділений повноваженнями:
1. вирішувати питання про відповідність Основному Закону прийнятих, але неопублікованих законів;
2. за ініціативою судів здійснювати контроль за відповідністю Основному Закону правових норм, які повинні застосовуватися в окремих провадженнях;
3. на підставі конституційно-правової скарги контролювати відповідність Основному Закону правових норм, що застосовуються в окремих провадженнях;
4. на підставі конституційно-правової скарги контролювати відповідність Основному Закону рішень судів;
5. за ініціативою Уряду, однієї чверті депутатів Державних Зборів чи комісара з основних прав контролювати відповідність Основному Закону правових норм;
6. контролювати, чи не суперечить національне законодавство нормам міжнародних договорів;
7. вирішувати інші завдання і реалізовувати повноваження, визначені Основним Законом, а також кардинальним законом.

Конституційний Суд Угорщини в межах своїх повноважень у питаннях визначених: пунктами 1-3, скасовує дію законодавчих актів чи їх окремих положень, які суперечать Основному Закону; пунктом 4 — скасовує законну силу судового рішення, якщо воно суперечить Конституції Угорщини; пунктом 6 — може скасовувати законодавчі акти чи їх положення, якщо вони суперечать нормам міжнародно-правових договорів.

## Склад Конституційного Суду Угорщини
До складу Конституційного Суду Угорщини входять п'ятнадцять суддів, які обираються Державними Зборами у кількості не менше ніж дві третіх від конституційного складу парламенту строком на дванадцять років. В такий же спосіб Державні Збори обирають голову Конституційного Суду Угорщини, строк повноважень якого дорівнює строку його мандату як судді Конституційного Суду Угорщини.

Станом на 2017 рік Конституційний Суд Угорщини очолює доктор Тамас Сальок.